# 板鼻町
板鼻町（いたはなまち）は群馬県の西部、碓氷郡に属していた町。

## 地理
- 河川：碓氷川

## 歴史
- 1889年（明治22年）4月1日 - 町村制施行により碓氷郡板鼻町が成立。
- 1955年（昭和30年）3月1日 - （旧）安中町、原市町、磯部町、東横野村、岩野谷村、秋間村、後閑村と合併して安中町を新設する。
- 1958年（昭和33年）11月1日 - 安中町が市制施行して安中市となる。